# Řád Nejmenších bratří sv. Františka z Pauly

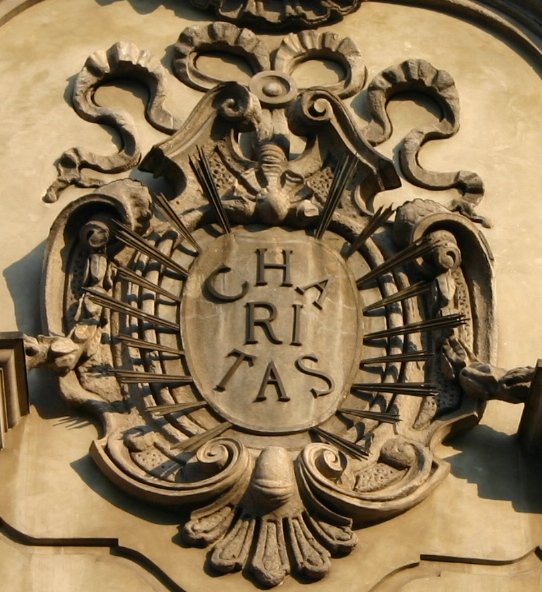
Znak Paulánů

Řád Nejmenších bratří sv. Františka z Pauly (Ordo minimorum, zkratka OM, hovorově pauláni nebo nejmenší bratří) je římskokatolický řád založený svatým Františkem z Pauly a schválený papežem Sixtem IV. roku 1474.

## Spiritualita a zaměření
Základem paulánské spirituality je pokora, láska k Bohu a kajícnost, usilují o hledání Boží přítomnosti ve světě, přičemž staví ducha nad hmotu, jako důkaz pokory. Také se snaží nejen o to, aby se lidé smířili s Bohem, ale aby se smířili i se sebou samými, s druhými lidmi a s celým stvořením, a mohli se tak z něj radovat. Snaží se být dobrým příkladem ostatním křesťanům nejen svým kajícným životem a horlivým apoštolátem, ale také přísnou tělesnou askezí. Místo obvyklých tří slibů, skládají po vzoru jejich zakladatele Františka z Pauly, ještě slib čtvrtý, který je zavazuje k přísnému půstu. Nekonzumují maso, mléko, vejce či sýry, jako pokání za všechny, kteří žijí nestřídmým životem. Vážně nemocní jsou přeneseni do nemocnice, která musí být od kláštera vzdálena nejméně 50 sáhů, kde mohou výjimečně obdržet masitou stravu. Jen při největším půstu jedí pouze chléb a pijí vodu. Také příkaz chození naboso není dodržován za každou cenu a podle ročního období nosí řeholníci i sandály či boty. V případě menších prohřešků mohou obdržet mírný trest – půst o chlebu a vodě nebo trest tvrdší – sebebičování, pouze v závažných případech porušení řehole bývají řeholníci uvrženi do vězení a dostávají pouze vodu a chléb.
Do kláštera bylo zakázáno vstupovat a pobývat v něm živým ženám, výjimku měly jen zakladatelky řádu a členky panovnického rodu. Ženy-světice směly být uctívány, také  na oltářích v otevřených rakvích (například římská Svatá Candida, prvomučednice z katakomb sv. Priscilly).
Mniši směli klášter opouštět pouze v doprovodu společníka, a toto ustanovení se týkalo i představeného kláštera, a nesměli na sobě nosit nic ze lněného plátna. Řeholní roucho bylo vlněné. 
Kvůli striktnímu dodržování slibu chudoby pauláni nesměli mít peníze, ani se jich dotýkat. K vyřizování finančních záležitostí jim sloužili bratři laici: konventní obláti, (u některých žebravých řádů zvaní terciáři).
Mniši mezi sebou mluvili málo a potichu, v některých částech kláštera bylo dodržováno přísné silentium. Zákaz návštěv v celách byl samozřejmostí. I přes přísný způsob života se pauláni věnují také duchovní správě farností, vědecké činnosti, výuce na školách a misii. Kvůli poustevnickému zaměření se paulánské konventy nacházejí spíše dále od měst, či jejich center.

## Oděv
Řeholní oděv paulánů tvoří černý, původně nebarvený, vlněný hábit s velkou dlouhou kapucí (chaperon) a se škapulířem, sahajícím po kolena, který je s kapucí spojen v jeden celek a je přepásán černým cingulem s pěti uzly.

## Vznik řádu
U zrodu řádu stál František z Pauly, který se narodil 27. března 1416 jako syn Jakuba Martollila a jeho ženy Vienny. Dlouho byli bezdětní, a tak se obrátili s prosbou na sv. Františka z Assisi, po němž pak syna pojmenovali. František  údajně jako malý onemocněl oční chorobou a jeho rodiče slíbili, že pokud se uzdraví, pošlou jej na rok do kláštera. Slib dodrželi a František odešel na rok do kláštera San Marco Argenanto. Údaje o jeho věku v době odchodu do kláštera se různí podle zdroje od 13 do 18 let.
Po návratu z kláštera žil František jako poustevník nedaleko Paoly a později odešel k potoku Isca, postupně se k němu přidávali další druhové. Datum založení řádu se připisuje k roku 1435. Roku 1444 se v místě pobytu komunity, u potoka Isca začal stavět první klášter (protokonvent).
František chodil bos, jedl jednou denně (chléb a vodu) a spal na zemi či pryčně, a zavdal tak pozdějšímu vzniku čtvrtého slibu přísné askeze. Roku 1454 byl dostavěn klášter v Cosenze a Františkův věhlas se začal rychle šířit. Odmítl kněžské svěcení, protože neměl teologické vzdělání, ale vyprosil si právo světit růžence, obrazy, a také žehnat.
Bratrstvo nemělo jméno, ze začátku si říkali Poustevníci sv. Františka z Asissi, později Kající poustevníci bratra Františka z Pauly. Touhou po pokoře a snahou být ještě menší než menší bratři sv. Františka z Assisi (fratres minores), pak František zavedl označení „bratři nejmenší“ (fratres minimi).
Dne 30. listopadu 1471 vydal Pierro Caracciolo, biskup z Cosenzy, pro kající hnutí konstituci Decet nos, vydanou v San Lucidě. Bratrstvo tak získalo statut kongregace podřízené Svatému stolci. Zároveň poustevníkům povolil postavit oratoř zasvěcenou sv. Františku z Assisi a také další potřebné budovy. Dne 23. března 1474 schválil nejmenší bratry i papež Sixtus IV., který jim bulou Sedes Apostolica ze 17. května 1474 přiznal i privilegia mendikantů na sbírání almužen.

## Kláštery v českých zemích
V Čechách měli klášter u Nové Bystřice (dnešní městská část Klášter). Stavba postavená v letech 1501–1507 byla 22. července 1533 vypálena novokřtěnci, ale po r. 1626 postavena znovu. Roku 1785 byl Josefem II. klášter zrušen a v r. 1959 zbourán. Dnes v obci jako pozůstatek kláštera stojí už jen kostel Nejsvětější Trojice, jenž byl na místě starého kostela postaven v letech 1668–1682, a tzv. Červená chodba přiléhající ke kostelu.
Pauláni začali budovat klášter také na Kuklově poblíž obce Brloh na Českokrumlovsku. Sem je přivedli v dubnu 1495 Rožmberkové, kteří jim místo k postavení kláštera darovali. Prameny dokonce uvádějí, že Kuklov byl nadřízený klášteru Novobystřickému. Klášter na Kuklově však nebyl nikdy dostavěn a již kolem roku 1535 uvádí kronikář Březan, že na místě je rožmberský pivovar. Z kláštera je dochována část nedostavěného kostela (presbyterium a část rajské zahrady a s křížovou chodbou). Ostatní budovy byly přestavěny na selská stavení. Dnes je Kuklov chalupářská osada a ve zbytku kostela se konají netradiční svatby a občasné kulturní akce. Chvíli slávy si lokalita zažila v šedesátých letech dvacátého století, kdy zde režisér František Vláčil natáčel "Údolí včel".[zdroj?]
Ve 2. pol. 17. století vybudovali Pauláni klášter ve Světcích u Tachova (německy Heiligen).
Podnět k výstavbě kláštera v Nové Pace dal majitel kumburského panství, svobodný pán Rudolf z Tiefenbachu. Přípravné práce byly dle závěti zahájeny po jeho smrti v roce 1653. Výkopové práce začaly v roce 1654, základní kámen byl položen v roce 1655. Obytná budova však byla dokončena až v roce 1701. Stavba klášterního a poutního kostela v barokním slohu byla zahájena roku 1709, vysvěcen byl v roce 1724 a v následujících letech dokončen. Za autora je považován jeden ze žáků Kryštofa Dienzenhofera. K vybavení patří dva obrazy od Josepha z Fuehrichu, Josefa Zeleného a především obrazy Petra Brandla. Fresky zhotovil J. Kramolín. V rámci josefínských reforem byl klášter zrušen.
Na Moravě sídlil řád až do svého zrušení na konci 18. století ve Vranově u Brna. Sem se také pauláni opět vrátili v roce 1992. V následujících letech zde vzniklo Duchovní centrum svatého Františka z Pauly.
Paulíni a pauláni jsou jiné řády v rámci katolické církve podobných jmen.